# Finnország az 1960. évi téli olimpiai játékokon
Finnország az egyesült államokbeli Squaw Valleyben megrendezett 1960. évi téli olimpiai játékok egyik részt vevő nemzete volt. Az országot az olimpián 6 sportágban 48 sportoló képviselte, akik összesen 8 érmet szereztek.

## Érmesek
| Érem  | Versenyző                                                    | Sportág        | Versenyszám                  |
| ----- | ------------------------------------------------------------ | -------------- | ---------------------------- |
| Arany | Kalevi Hämäläinen                                            | Sífutás        | Férfi 50 km                  |
| Arany | Toimi Alatalo Veikko Hakulinen Väinö Huhtala Eero Mäntyranta | Sífutás        | Férfi 4 × 10 km váltó        |
| Ezüst | Antti Tyrväinen                                              | Biatlon        | Férfi 20 km egyéni indításos |
| Ezüst | Veikko Hakulinen                                             | Sífutás        | Férfi 50 km                  |
| Ezüst | Niilo Halonen                                                | Síugrás        | Egyéni, normálsánc           |
| Bronz | Eevi Huttunen                                                | Gyorskorcsolya | Női 3000 m                   |
| Bronz | Veikko Hakulinen                                             | Sífutás        | Férfi 15 km                  |
| Bronz | Toini Pöysti Siiri Rantanen Eeva Ruoppa                      | Sífutás        | Női 3 × 5 km váltó           |

## Biatlon
| Versenyző       | Lövőhiba | Időeredmény | Helyezés |
| --------------- | -------- | ----------- | -------- |
| Eero Laine      | 7        | 1:47:28,3   | 15.      |
| Martti Meinilä  | 5        | 1:39:17,0   | 8.       |
| Pentti Taskinen | 7        | 1:50:29,7   | 18.      |
| Antti Tyrväinen | 2        | 1:33:57,7   |          |

## Északi összetett
| Versenyző      | Síugrás  | Síugrás  | Síugrás  | Síugrás  | Síugrás  | Síugrás  | Síugrás | Síugrás | Sífutás   | Sífutás | Sífutás | Összesítés | Összesítés |
| Versenyző      | 1. ugrás | 1. ugrás | 2. ugrás | 2. ugrás | 3. ugrás | 3. ugrás | Össz.   | Össz.   | Sífutás   | Sífutás | Sífutás | Összesítés | Összesítés |
| Versenyző      | Távolság | Pont     | Távolság | Pont     | Távolság | Pont     | Pont    | Hely.   | Idő       | Pont    | Hely.   | Pont       | Helyezés   |
| -------------- | -------- | -------- | -------- | -------- | -------- | -------- | ------- | ------- | --------- | ------- | ------- | ---------- | ---------- |
| Ensio Hyytiä   | 63,5     | 109,5    | 63,0     | 103,0    | 66,0     | (76,0)   | 212,5   | 9.      | 1:08:14,0 | 202,258 | 29.     | 414,758    | 22.        |
| Paavo Korhonen | 57,5     | (97,5)   | 62,5     | 98,5     | 62,0     | 99,0     | 197,5   | 24.     | 59:08,0   | 237,484 | 3.      | 434,984    | 9.         |
| Martti Maatela | 56,0     | 96,0     | 62,0     | (90,0)   | 64,5     | 106,0    | 202,0   | 17.**   | 1:06:13,5 | 210,000 | 24.     | 412,000    | 23.        |
| Pekka Ristola  | 62,0     | 107,5    | 63,5     | 106,5    | 64,5     | (106,0)  | 214,0   | 6.*     | 59:32,8   | 235,871 | 6.      | 449,871    | 4.         |

* - egy másik versenyzővel azonos eredményt ért el

** - két másik versenyzővel azonos eredményt ért el

## Gyorskorcsolya
Férfi
| Versenyző        | Versenyszám | Eredmény | Helyezés |
| ---------------- | ----------- | -------- | -------- |
| Juhani Järvinen  | 500 m       | 41,8     | 16.*     |
| Juhani Järvinen  | 1500 m      | 2:13,1   | 5.*      |
| Juhani Järvinen  | 5000 m      | 8:19,2   | 15.      |
| Juhani Järvinen  | 10 000 m    | 16:35,4  | 8.       |
| Jouko Jokinen    | 500 m       | 45,1     | 42.      |
| Jouko Jokinen    | 1500 m      | 2:12,0   | 4.       |
| Toivo Salonen    | 500 m       | 40,9     | 7.*      |
| Toivo Salonen    | 1500 m      | 2:13,1   | 7.       |
| Keijo Tapiovaara | 1500 m      | 2:19,2   | 23.      |
| Keijo Tapiovaara | 5000 m      | 8:09,1   | 7.*      |
| Keijo Tapiovaara | 10 000 m    | 16:37,2  | 9.       |
| Leo Tynkkynen    | 500 m       | 42,1     | 19.      |
| Leo Tynkkynen    | 5000 m      | 8:24,3   | 21.      |
| Leo Tynkkynen    | 10 000 m    | 17:33,6  | 24.      |

Női
| Versenyző     | Versenyszám | Eredmény | Helyezés |
| ------------- | ----------- | -------- | -------- |
| Eevi Huttunen | 500 m       | 48,6     | 14.      |
| Eevi Huttunen | 1000 m      | 1:37,2   | 9.       |
| Eevi Huttunen | 1500 m      | 2:35,1   | 14.      |
| Eevi Huttunen | 3000 m      | 5:21,0   |          |
| Iris Sihvonen | 500 m       | 48,1     | 11.      |
| Iris Sihvonen | 1000 m      | 1:37,3   | 10.      |
| Iris Sihvonen | 1500 m      | 2:29,7   | 6.       |
| Iris Sihvonen | 3000 m      | 5:35,2   | 12.      |

* - egy másik versenyzővel azonos eredményt ért el

## Jégkorong
| Finn férfi jégkorongcsapat-játékoskeret                                                           | Finn férfi jégkorongcsapat-játékoskeret                                                      | Finn férfi jégkorongcsapat-játékoskeret                                        |
| ------------------------------------------------------------------------------------------------- | -------------------------------------------------------------------------------------------- | ------------------------------------------------------------------------------ |
| - Yrjö Hakala - Raimo Kilpiö - Erkki Koiso - Juhani Lahtinen - Matti Lampainen - Esko Luostarinen | - Esko Niemi - Pertti Nieminen - Kalevi Numminen - Heino Pulli - Kalevi Rassa - Teppo Rastio | - Jorma Salmi - Jouni Seistamo - Voitto Soini - Seppo Vainio - Juhani Wahlsten |

### Eredmények
Csoportkör
B csoport
| Csapat                | M | Gy | D | V | G+ | G– | Gk  | P |
| --------------------- | - | -- | - | - | -- | -- | --- | - |
| Szovjetunió           | 2 | 2  | 0 | 0 | 16 | 4  | +12 | 4 |
| Egyesült Német Csapat | 2 | 1  | 0 | 1 | 4  | 9  | –5  | 2 |
| Finnország            | 2 | 0  | 0 | 2 | 5  | 12 | –7  | 0 |

| 1960. február 20. | Szovjetunió (URS) | 8 – 4 (2–1, 4–0, 2–3) | Finnország | Squaw Valley |

|  |  |  |  |  |
|  |  |  |  |  |
|  |  |  |  |  |
|  |  |  |  |  |

| 1960. február 21. | Egyesült Német Csapat (EUA) | 4 – 1 (1–0, 2–0, 1–1) | Finnország | Squaw Valley |

|  |  |  |  |  |
|  |  |  |  |  |
|  |  |  |  |  |
|  |  |  |  |  |

Helyosztó csoportkör
| 1960. február 22. | Finnország (FIN) | 14 – 1 (8–1, 4–0, 2–0) | Ausztrália | Squaw Valley |

|  |  |  |  |  |
|  |  |  |  |  |
|  |  |  |  |  |
|  |  |  |  |  |

| 1960. február 23. | Finnország (FIN) | 6 – 6 (2–1, 3–2, 1–3) | Japán | Squaw Valley |

|  |  |  |  |  |
|  |  |  |  |  |
|  |  |  |  |  |
|  |  |  |  |  |

| 1960. február 25. | Finnország (FIN) | 19 – 2 (6–1, 5–1, 8–0) | Ausztrália | Squaw Valley |

|  |  |  |  |  |
|  |  |  |  |  |
|  |  |  |  |  |
|  |  |  |  |  |

| 1960. február 26. | Finnország (FIN) | 11 – 2 (2–1, 6–0, 3–1) | Japán | Squaw Valley |

|  |  |  |  |  |
|  |  |  |  |  |
|  |  |  |  |  |
|  |  |  |  |  |

Végeredmény
| Csapat     | M | Gy | D | V | G+ | G– | Gk  | P |
| ---------- | - | -- | - | - | -- | -- | --- | - |
| Finnország | 4 | 3  | 1 | 0 | 51 | 12 | +39 | 7 |
| Japán      | 4 | 2  | 1 | 1 | 33 | 23 | +10 | 5 |
| Ausztrália | 4 | 0  | 0 | 4 | 8  | 57 | –49 | 0 |

| Csapat     | Helyezés |
| ---------- | -------- |
| Finnország | 7.       |

## Sífutás
Férfi
| Versenyző                                                    | Versenyszám     | Eredmény  | Helyezés |
| ------------------------------------------------------------ | --------------- | --------- | -------- |
| Toimi Alatalo                                                | 15 km           | 54:52,7   | 23.      |
| Toimi Alatalo                                                | 30 km           | 1:54:06,5 | 7.       |
| Veikko Hakulinen                                             | 15 km           | 52:03,0   |          |
| Veikko Hakulinen                                             | 30 km           | 1:54:02,0 | 6.       |
| Veikko Hakulinen                                             | 50 km           | 2:59:26,7 |          |
| Kalevi Hämäläinen                                            | 30 km           | 1:56:54,4 | 12.      |
| Kalevi Hämäläinen                                            | 50 km           | 2:59:06,3 |          |
| Väinö Huhtala                                                | 15 km           | 53:11,5   | 13.      |
| Eero Mäntyranta                                              | 15 km           | 52:40,6   | 6.       |
| Pentti Pelkonen                                              | 50 km           | 3:05:24,5 | 6.       |
| Veikko Räsänen                                               | 50 km           | 3:06:04,4 | 8.       |
| Arto Tiainen                                                 | 30 km           | 1:58:56,6 | 18.      |
| Toimi Alatalo Eero Mäntyranta Väinö Huhtala Veikko Hakulinen | 4 × 10 km váltó | 2:18:45,6 |          |

Női
| Versenyző                               | Versenyszám    | Eredmény  | Helyezés |
| --------------------------------------- | -------------- | --------- | -------- |
| Eva Hög                                 | 10 km          | 44:05,0   | 17.      |
| Toini Pöysti                            | 10 km          | 40:41,9   | 6.       |
| Siiri Rantanen                          | 10 km          | 42:52,7   | 15.      |
| Eeva Ruoppa                             | 10 km          | 42:12,8   | 11.      |
| Siiri Rantanen Eeva Ruoppa Toini Pöysti | 3 × 5 km váltó | 1:06:27,5 |          |

## Síugrás
| Versenyző        | 1. ugrás | 1. ugrás | 1. ugrás | 2. ugrás | 2. ugrás | 2. ugrás | Összesítés | Összesítés |
| Versenyző        | Távolság | Pont     | Hely.    | Távolság | Pont     | Hely.    | Pont       | Helyezés   |
| ---------------- | -------- | -------- | -------- | -------- | -------- | -------- | ---------- | ---------- |
| Veikko Kankkonen | 86,5     | 72,0     | 44.      | 75,0     | 96,0     | 32.      | 168,0      | 40.        |
| Eino Kirjonen    | 85,5     | 104,2    | 12.      | 79,5     | 101,6    | 21.      | 205,8      | 17.        |
| Juhani Kärkinen  | 87,5     | 108,3    | 4.       | 82,0     | 103,1    | 14.      | 211,4      | 8.         |
| Niilo Halonen    | 92,5     | 111,3    | 2.       | 83,5     | 111,3    | 3.       | 222,6      |            |